# Risser Falk
Risser Falk är en bergstopp i Österrike.   Den ligger i distriktet Schwaz och förbundslandet Tyrolen, i den västra delen av landet, 400 km väster om huvudstaden Wien. Toppen på Risser Falk är 2 413 meter över havet, eller 644 meter över den omgivande terrängen. Bredden vid basen är 6,0 km.
Terrängen runt Risser Falk är bergig söderut, men norrut är den kuperad. Närmaste större samhälle är Absam, 15,4 km söder om Risser Falk. 
Trakten runt Risser Falk består i huvudsak av gräsmarker. Runt Risser Falk är det ganska tätbefolkat, med 58 invånare per kvadratkilometer.